# Trofofase
La trofofase es una fase en la vida de las colonias de microorganismos en que éstas crecen de forma exponencial. Primero la célula toma nutrientes del medio y genera crecimiento celular en tamaño, el cual no es detectable fácilmente. A continuación, el microorganismo se divide, lo cual es más factible de observar. Los microorganismos crecen hasta el punto en que se agotan los nutrientes.
- Datos: Q6153187